# Sergey Naumik
Sergey Konstantinovitch Naumik (en russe : Сергей Константинович Наумик) est un biathlète kazakh, né le 8 octobre 1985 à Ridder.

## Biographie
Il fait ses débuts en Coupe du monde en décembre 2006 à Hochfilzen.
C'est à l'occasion des Championnats du monde 2009, qu'il marque ses premiers points en se classant 24e de l'individuel. 
Il prend part en 2014 aux Jeux olympiques de Sotchi, se classant 58e du sprint, 57e de la poursuite et 18e du relais.

## Palmarès

### Jeux olympiques
| Épreuve / Édition           | Individuel | Sprint | Poursuite | Départ en masse | Relais | Relais mixte |
| Jeux olympiques 2014 Sotchi | 75e        | 58e    | 57e       | —               | 18e    | 14e          |

Légende :
- — : N'a pas participé à cette épreuve

### Championnats du monde
| Épreuve / Édition                | Individuel                       | Sprint                           | Poursuite                        | Départ en masse                  | Relais                           | Relais mixte |
| Mondiaux 2007 Antholz-Anterselva | 100e                             | -                                | -                                | -                                | -                                | -            |
| Mondiaux 2008 Östersund          | 45e                              | 75e                              | -                                | -                                | 22e                              | -            |
| Mondiaux 2009 Pyeongchang        | 24e                              | 88e                              | -                                | -                                | 20e                              | 15e          |
| Mondiaux 2010 Khanty-Mansiïsk    | Épreuve inexistante à cette date | Épreuve inexistante à cette date | Épreuve inexistante à cette date | Épreuve inexistante à cette date | Épreuve inexistante à cette date | 10e          |
| Mondiaux 2011 Khanty-Mansiïsk    | 73e                              | 64e                              | -                                | -                                | 22e                              | -            |
| Mondiaux 2012 Ruhpolding         | 100e                             | 93e                              | -                                | -                                | 15e                              | -            |
| Mondiaux 2013 Nové Město         | 63e                              | 80e                              | -                                | -                                | 19e                              | 17e          |

Légende :

 :épreuve inexistante

- : n'a pas participé à l'épreuve

### Coupe du monde
- Meilleur classement général : 89e en 2009.
- Meilleur résultat individuel : 24e.

#### Différents classements en Coupe du monde
| Année     | Classement général final | Sprint | Poursuite | Individuel | Mass start |
| 2008-2009 | 89e                      | -      | -         | 59e        | -          |
| 2011-2012 | 92e                      | 84e    | -         | 68e        | -          |